# Industria cauchera de Colombia
La industria cauchera de Colombia refiere a la producción de Caucho en Colombia.

## Historia
La extracción de caucho se remonta a periodos anteriores a la conquista, cuando los indígenas utilizaron el caucho como impermeabilizante en algunas de sus herramientas. Por parte de algunas compañías colombianas, la extracción de caucho negro empieza en 1885, aunque ya antes algunos hombres habían empezado a extraer este producto. 
A finales de la década de 1890, comienzan a darse tropiezos territoriales con Brasil y Perú sobre temas referentes a la soberanía colombiana, que por la falta de delimitación real y presencia institucional, permitieron ellos por omisión, el ingreso de otros estados en las fronteras nacionales colombianas, presentándose violaciones contra los indígenas. 
Para 1900, Brasil comete actos que van en contra de la soberanía colombiana, mientras los peruanos ya asesinaban indígenas en la zona de Loreto.
Para este mismo periodo, tras la caída del Quina, muchos hombres con ambiciones han decidido dedicarse a la extracción del caucho. Muchos emprenden una labor colonizadora de estas regiones, y para 1880 Julio César Arana llega a Iquitos, desde donde crearía una empresa para la extracción del caucho. 
A finales de la década de 1890, la compañía cauchera “Calderón” se establece en el Putumayo, y en 1900 empieza la esclavización de indígenas en competencia por el desarrollo de economías extractivas entre Brasil y Colombia, pero que posteriormente tras la persecución de Julio César Arana a otros caucheros, este tiene que venderle su empresa. 
En 1896 Julio César Arana llega al Putumayo formando sociedad con Benjamín y Rafael Larrañaga (quien había trabajado en el negocio relacionados con la manufactura y venta de sombreros, hasta cuando esta economía decayó)  
Tras la guerra de los Mil Días se reactiva en Colombia la colonización de zonas apartadas, pero el abastecimiento de comerciantes colombianos se hace a través de Iquitos, en vez de comerciar con otras ciudades colombianas. Ello  demuestra poca comunicación entre las diferentes regiones colombianas, y una desarticulación de la realidad nacional. 
En 1904, Arana empieza a comprar todas las empresas caucheras de la región,  comprando inicialmente a Larrañaga sus terrenos, y ya en 1908 consolida para sí todos los territorios circundantes que con patrocinio del gobierno peruano emprende su expansión comercial. Arana cometió en la amazonía muchos actos de violencia y genocidio, aunque sorprende que en la venta entre Larrañaga y Arana, este último pusiera preso al hijo del primero que se encontraba en Iquitos, olvidando así cualquier relación cercana con Larrañaga, cuando en el pasado habían sido socios comerciales. 
En Londres y bajo el nombre de The Peruvian Amazon Company, Arana registra su compañía bajo este nombre para que el gobierno colombiano no proteste ante los abusos cometidos por el fuerte apoyo de inversionistas ingleses. 
Para 1907 dos periódicos de Iquitos denuncian las malas condiciones de trabajo que practicaba la Casa Arana, por lo que “La Sensación” y “La Felpa” fueron suspendidos por estas denuncias, aunque para 1909 un periódico londinense repudia el genocidio que la Casa Arana práctica contra los indígenas. Esto llega a altas instancias (Parlamento Inglés y la Cancillería) por lo que se les retira el apoyo a los inversionistas ingleses de esa empresa. 
¡Tortura y Genocidio cometido por la casa Arana! (Látigo, mutilación de partes, incineración de las víctimas aun vivas, sumí-ahogamiento y violación) fueron las razones por las cuales en 1911 los ingleses liquidan la empresa The Peruvian Amazon Company.
Ya para 1920 las ganancias de la Casa Arana bajan representativamente por el desarrollo asiático capitalista y mejor ordenado de las chaucheras casi lo liquidan económicamente, aunque paradójicamente para 1927, la Casa Arana aun contaba con 5 mil trabajadores indígenas, que junto con el total de su familia reúnen 12 mil personas, entre los que hay mujeres y niños que también laboran como fuerza de trabajo. Ello acabaría después de la segunda guerra con la implementación del caucho sintético         ....

## Tipos de caucho
Existe una gran variedad de cauchos en la amazonía, y cada uno cumple una función especial, aunque existen tres grandes variedades de caucho que son especialmente importantes; estas son el caucho negro, el caucho blanco y las siringas o jebes. 
Con respecto a su extracción, cabe hacer una aclaración con respecto al número de  trabajadores que explotaban el caucho, pues era extraído en cuadrillas de entre 10 a 500 hombres (nunca menos de 5).

### El caucho negro
El caucho negro o Castilla Ulei, tiene como zonas de producción el piedemonte amazónico y la planicie cercana a la cordillera de los Andes en un arco que comprende a Colombia, Ecuador y Perú. De los diferentes tipos de caucho extraídos en la amazonía, fue el que más se explotó. 
Este tipo de caucho es propio de la región amazónica, y también creció bastante en el Caquetá, aunque nunca se desarrolló tanto como en la Uribe. 
Su extracción se hace derrumbando el árbol, picándolo y esperando a que todo su jugo chorree y caiga sobre recipientes anteriormente puestos por los caucheros. Tras este procedimiento, se recoge todo el jugo y este es depositado en canecas de 1 metro cuadrado por 20 centímetros de profundidad donde se espera a que su contenido coagule, para ser posteriormente exprimido y picado. El caucho en su estado final es conocido como Castilloa. 
El no derribar este tipo de árboles, representa realizarse solo incisiones donde posteriormente pueden entrar hongos por losg mismos cortes, produciendo la muerte del árbol, sin contar además que la inexperiencia del cauchero al realizar malos cortes, puede también matar el árbol.

### El caucho blanco
También conocido como Sepium Verum, abunda en regiones templadas y frías especialmente. Su extracción es realiza derrumbando el árbol, de igual manera como se hace con el caucho negro. 

### Siringas o jebes
También conocido como Hebea, es un tipo de árbol cauchero originario del amazonas que empezó a ser usado para la extracción de su jugo en la mitad del siglo XIX. Los malos cortes realizados en los procedimientos para la extracción del caucho, acabaron con gran parte de estos árboles que contenían una mayor calidad en comparación con los diferentes tipos de árboles productores de gomas.